# Hugo II de Arborea
Hugo II fue juez de Arborea desde 1321 hasta su muerte en 1335.

## Biografía
Hugo era el hijo ilegítimo del juez Mariano III de Arborea y de Padulesa de Serra.
Cuando el rey Jaime II de Aragón fue investido del reino de Cerdeña y Córcega por el papa Bonifacio VIII, a cambio de la renuncia aragonesa al reino de Sicilia, Hugo II apoyó la pretensión. Así pues, se hizo vasallo de Jaime II, con la esperanza de poder expandir su control sobre toda Cerdeña, como gobernador dentro de la Corona Aragonesa.
Con tal intención Hugo II asistió en 1323 a los futuros logros del futuro rey Alfonso IV de Aragón y expulsó en 1324 a la república de Pisa. En concreto tras el desembarque de Alfonso en Palmas, Hugo lo apoyó en el asedio de Iglesias y además estuvo presente en la toma de Castro de Cagliari.

## Familia
Hugo se casó con Benedetta ... (- c. 1345). Tuvieron siete hijos y hijas: 
- Pedro III de Arborea, su sucesor
- Mariano IV de Arborea, sucesor de su hermano mayor
- Buenaventura detta Ventura de Arborea (- 1375), casada en 1331 con Pedro I de Jérica (1302 - 1362), IV barón de Jérica, Bejís, Liria, Andilla y Altura, con descendencia (entre la cual Juana de Jérica (1342 - 1382/d. 1382), esposa (d. 1350) de Juan Sánchez Manuel (1325/d. 1325 - Alcaraz, 1390), I conde de Carrión, con descendencia)
- Francisco de Arborea (- 1342), canónico de Urgel
- María de Arborea (- 1392), casada con Guillermo Galcerà de Rocabertí
- Juan de Arborea (- 1375), que se rebeló contra su hermano Mariano IV y fue llevado a prisión
- Nicolás de Arborea (- 1370), canónico de Lérida, padre de un hijo ilegítimo: 
  - Salvador de Arborea, casado con Constanza Cubello, de la cual tuvo a: 
    - Leonardo de Arborea y Cubello (1362 - Oristán, 9 de noviembre de 1427), I marqués de Oristán, I conde de Goceano, casado con Quirica Diana del Mandrolisai, con descendencia

Hugo tuvo además un hijo ilegítimo y dos hijas ilegítimas: 
- Lorenzo de Arborea, legitimado más tarde en 1337
- Angiolesa de Arborea
- Preziosa de Arborea